# ویلده اینگستاد
ویلده اینگستاد (نروژی: Vilde Ingstad؛ زادهٔ ۱۸ دسامبر ۱۹۹۴) بازیکن هندبال زن اهل نروژ است.